# Guerau IV d'Armanyac
Guerau IV Trencalleó, nascut el 1170, mort el 1215, comte d'Armanyac i de Fezensac (aquest títol es va deixar d'emprar) de 1193 a 1215, fou fill de Bernat IV, comte d'Armanyac i de Fezensac, i d'Estevaneta de Labarta.
El 1204, és testimoni d'un tractat de pau entre el seu cosí Vessià II, vescomte de Lomanha i Ramon VI, comte de Tolosa.
Mascarosa de Labarta és de vegades mencionada com la seva esposa, però com que la seva mare era igualment de la mateixa família de Labarta, és possible que Mascarosa sigui en realitat l'esposa de Guerau V. Igualment, se li atribueix una filla, Agnès, casada amb Guitard d'Albret († 1338), vescomte de Tartas, però és cronològicament impossible, i és més probable que Agnès sigui filla de Guerau VI d'Armanyac. L'única certesa és que no va tenir fills, i que va adoptar a Guerau V de Lomanha per succeir-li.